# Hesperapis rufiventris
Hesperapis rufiventris är en biart som först beskrevs av Heinrich Friese 1912.  Hesperapis rufiventris ingår i släktet Hesperapis och familjen sommarbin. Inga underarter finns listade i Catalogue of Life.